# Гіренайський став
Гіренайський став — ставок у Литві, у Шакяйському районі, на східній околиці міста Шакяй, у північній частині селища Гіренай. Довжина ставка з північного сходу на південний захід 0,75 км, ширина до 0,14 км. У середині ставка розташований півострів площею 0,32 га, з’єднаний із західним берегом вузькою ділянкою суші, а з південно-східним – мостом. Площа ставка - 7 гектарів. 

## Історія
Ставок був побудований в 1974 році шляхом перекриття безіменного струмка (притока Сісартіса) за 1 км від його гирла.